# Trésor de Rethel
Le trésor de Rethel est un ensemble d'orfèvrerie gallo-romaine, découvert fortuitement à Rethel (Ardennes). Il est de nos jours conservé au musée d'Archéologie nationale de Saint-Germain-en-Laye.

## Historique
C'est fortuitement, le 5 octobre 1980, que ce trésor a été découvert dans un champ au lieu-dit le Moulinet, sur la commune de Rethel. Il était rassemblé dans un grand chaudron de bronze très détérioré, et des traces de tissus montraient que les différents éléments avaient été emballés. Il s'agit sans doute, comme d'autres dépôts du nord-est de la Gaule, des biens précieux d'un riche particulier menacé par les incursions germaniques vers 270 à 280 de notre ère. Le propriétaire n'a pas pu récupérer les objets qu'il avait enfouis. Deux des plats portent un graffiti au nom de Sylvestre,

## Description
Le trésor se compose de 16 pièces d'argenterie pour un poids total de 16 kilos. On y trouve de la vaisselle de table, deux miroirs à poignée ouvragés, deux grandes coquilles sans doute destinées aux ablutions, l'une portant un décor montrant la déesse gauloise Épona, un grand plat ovale décoré de scène de chasse et d'animaux, un petit bateau dont la destination, bougeoir ou pièce votive, n'est pas clarifiée, un gobelet et deux bracelets en or.
Cet ensemble de toreutique gallo-romaine est assez similaire à d'autres trouvés dans le Nord-Est de la Gaule et semble être de fabrication locale. Il est intéressant par ses décorations réalisées en utilisant le procédé de nielle. L'ensemble des pièces est exposé dans une vitrine au musée d'Archéologie nationale de Saint-Germain-en-Laye qui l'a acquis en 1985.